# Hace cien años
Hace cien años es una película española producida en 1950 y estrenada en 1952. Fue coescrita y dirigida por Antonio de Obregón y protagonizada en el papel principal por Guillermo Marín.
Se trata de una adaptación cinematográfica de "De lo pintado a lo vivo: Comedia sobre comedia, en tres actos y un prólogo" (1944) de Juan Ignacio Luca de Tena.

## Sinopsis
Carlos Latorre, un reputado actor, interpreta a Don Juan Tenorio en el teatro. Pero empieza a confundir su papel en la ficción con la realidad.

## Reparto
- Guillermo Marín como Carlos Latorre
- Miguel Pastor como Zorrilla
- Laly del Amo como Bárbara Lamadrid
- Mercedes Albert
- Mariano Azaña
- Rafael Bardem
- Carlos Muñoz
- Elena Salvador